# Jakabháza
Jakabháza (németül: Jakobshof) Szentgotthárd településrésze, egykor önálló község, ma Vas vármegyében, a Szentgotthárdi járásban található.

## Fekvése
Szentgotthárd központjától 7 kilométerre északkeletre fekszik, a 8-as főút mellett.

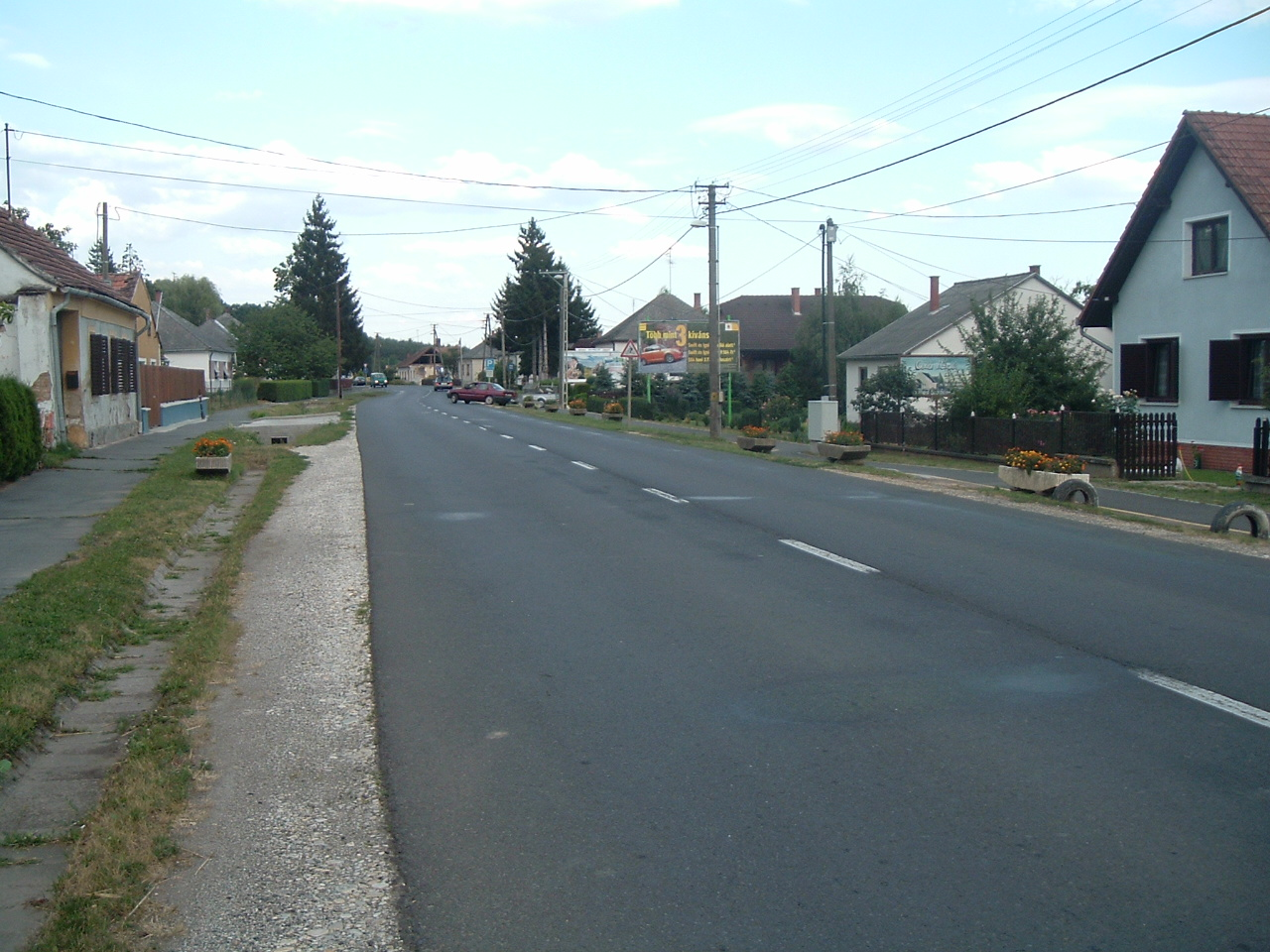
Jakabháza

## Története
1437-ben Jacabhaza néven említik először. Nevét egykori Jakab nevű birtokosáról kapta. 1467-ben Jakabházaként említik. Kisnemesi település volt, melyet az 1538. évi adólajstrom is bizonyít.
Vályi András szerint „JAKABHÁZA. Jakobshof. Elegyes falu Vas Várm. földes Ura Saller Uraság, lakosai katolikusok, fekszik Szent Gothárdhoz fél mértföldnyire, Felső Rönöknek filiája, földgye terémkeny, réttye elég, és jó, legelője, fája is van.”
Fényes Elek szerint „Jakabháza, (Jakobshof), német falu, Vas vmegyében, 238 kath. lak. Jó kis határ. Kövér rétek. Erdő. F. u. gr. Festetics Tasziló, Rosty, s. m.”
Vas vármegye monográfiájában „Jakabháza, 44 házzal és 330 magyar- és németajkú, r. kath. vallású lakossal, a gráczi vasútvonal mellett. Postája Rába-Füzes, távírója Szent-Gotthárd. Földesurai voltak Sallér Judita és utána gróf Zichy Herman.” „Itt van gróf Korniss Emil szép kastélya, melynek alapját egy ugyanitt létezett régi kastélyból gróf Zichy Herman vetette meg 1852-ben, míg jelenlegi alakját Korniss gróftól nyerte. A kastély szép, terjedelmes park elején áll és homlokzatával a közeli országútra néz.”
1910-ben 221, többségben német lakosa volt, jelentős magyar kisebbséggel. Vas vármegye Szentgotthárdi járásához tartozott. 1983 óta Szentgotthárd része.

## Nevezetességei
- Kornis-kastélya a korábbi kastély felhasználásával, 1852-ben épült.

## Ismert személyek
- Itt született 1890-ben vitéz gróf Kornis Elemér mezőgazdász, földbirtokos, országgyűlési képviselő.

## Külső hivatkozások
- Szentgotthárd város hivatalos oldala